# Jay Wells
Pour les articles homonymes, voir Wells.
Gordon Jay Wells (né le 18 mai 1959 à Paris, dans la province de l'Ontario au Canada) est un joueur professionnel retraité et actuellement entraîneur-adjoint de hockey sur glace.

## Carrière
Réclamé au premier tour par les Kings de Los Angeles lors du repêchage de 1979 de la Ligue nationale de hockey alors qu'il évolue pour les Canadians de Kingston de l'Association de hockey de l'Ontario. Jay Wells devient dès la saison suivante joueur professionnel, débutant avec le club affilié aux Kings dans la Ligue américaine de hockey, les Dusters de Broome.
Il ne dispute cependant que 28 rencontres avec ces derniers avant de rejoindre les Kings pour qui il joue durant les neuf années suivantes. Lors de la saison 1985-1986, il s'aligne pour 79 rencontres et obtient des sommets personnel en carrière à tous les niveaux; pour la seule fois de sa carrière, il franchit le plateau des dix buts en saison régulière (il termina avec onze), ainsi que le plateau des 40 points alors qu'il complète avec 42. Son implication physique lui vaut également d'obtenir un record en carrière au chapitre des minutes de punitions alors qu'il franchit le cap des 200 minutes pour la seule fois de sa carrière, il complète cette saison avec une récolte de 226.
Le niveau de jeu qu'il démontre au cours de cette saison lui vaut de retenir l'attention de l'équipe du Canada qui font appel à ses services lors du Championnat du monde de 1986.
Étant échangé avant le début de la saison 1988-1989 aux Flyers de Philadelphie, Wells passe les deux saisons suivantes avec ceux-ci avant de passer aux mains des Sabres de Buffalo le 5 mars 1990. Il reste à Buffalo durant deux saisons avant de quitter pour les Rangers de New York.
Wells passe quatre saisons avec les Rangers et aide ses derniers à mettre fin à une disette de 54 années sans remporter la Coupe Stanley en 1994 alors que les Rangers défont au bout de sept rencontres les coriaces Canucks de Vancouver. Le défenseur est échangé à nouveau à l'été 1995 et passe cette fois aux Blues de Saint-Louis.
Son contrat venant à terme à la fin de cette saison, il décide de poursuivre pour une saison supplémentaire, acceptant à l'âge de 37 ans, un contrat avec le Lightning de Tampa Bay. Il ne dispute que 21 parties avec eux avant d'accrocher ses patins.
À l'été 1997, il accepte un poste d'assistant-entraîneur pour les Pirates de Portland de la LAH. Il ne reste avec eux qu'une saison avant de se voir offrir le même poste chez les Bears de Hershey.
Devenu entraîneur-chef du Blast de Brantford, club de la ligue sénior de l'Ontario, Jay Wells rechausse les patins en 2005 pour 12 rencontres avec le Blast. Il revient en tant qu'entraîneur-adjoint dans la LAH en 2008 pour le Moose du Manitoba.

## Statistiques

### Statistiques en club
| Saison     | Équipe                 | Ligue      |       | Saison régulière | Saison régulière | Saison régulière | Saison régulière | Saison régulière |   | Séries éliminatoires | Séries éliminatoires | Séries éliminatoires | Séries éliminatoires | Séries éliminatoires |
| Saison     | Équipe                 | Ligue      | PJ    | B                | A                | Pts              | Pun              | PJ               | B | A                    | Pts                  | Pun                  |                      |                      |
| 1976-1977  | Canadians de Kingston  | AHO        | 59    | 4                | 7                | 11               | 90               | 14               | 1 | 1                    | 2                    | 20                   |                      |                      |
| 1977-1978  | Canadians de Kingston  | AHO        | 68    | 9                | 13               | 22               | 195              | 5                | 1 | 2                    | 3                    | 6                    |                      |                      |
| 1978-1979  | Canadians de Kingston  | AHO        | 48    | 6                | 21               | 27               | 100              | 11               | 2 | 7                    | 9                    | 29                   |                      |                      |
| 1979-1980  | Dusters de Broome      | LAH        | 28    | 0                | 6                | 6                | 48               |                  |   |                      |                      |                      |                      |                      |
| 1979-1980  | Kings de Los Angeles   | LNH        | 43    | 0                | 0                | 0                | 113              | 4                | 0 | 0                    | 0                    | 11                   |                      |                      |
| 1980-1981  | Kings de Los Angeles   | LNH        | 72    | 5                | 13               | 18               | 155              | 4                | 0 | 0                    | 0                    | 27                   |                      |                      |
| 1981-1982  | Kings de Los Angeles   | LNH        | 60    | 1                | 8                | 9                | 145              | 10               | 1 | 3                    | 4                    | 41                   |                      |                      |
| 1982-1983  | Kings de Los Angeles   | LNH        | 69    | 3                | 12               | 15               | 167              |                  |   |                      |                      |                      |                      |                      |
| 1983-1984  | Kings de Los Angeles   | LNH        | 69    | 3                | 18               | 21               | 141              |                  |   |                      |                      |                      |                      |                      |
| 1984-1985  | Kings de Los Angeles   | LNH        | 77    | 2                | 9                | 11               | 185              | 3                | 0 | 1                    | 1                    | 0                    |                      |                      |
| 1985-1986  | Kings de Los Angeles   | LNH        | 79    | 11               | 31               | 42               | 226              |                  |   |                      |                      |                      |                      |                      |
| 1986-1987  | Kings de Los Angeles   | LNH        | 77    | 7                | 29               | 36               | 155              | 5                | 1 | 2                    | 3                    | 10                   |                      |                      |
| 1987-1988  | Kings de Los Angeles   | LNH        | 58    | 2                | 23               | 25               | 159              | 5                | 1 | 2                    | 3                    | 21                   |                      |                      |
| 1988-1989  | Flyers de Philadelphie | LNH        | 67    | 2                | 19               | 21               | 184              | 18               | 0 | 2                    | 2                    | 51                   |                      |                      |
| 1989-1990  | Flyers de Philadelphie | LNH        | 59    | 3                | 16               | 19               | 129              |                  |   |                      |                      |                      |                      |                      |
| 1989-1990  | Sabres de Buffalo      | LNH        | 1     | 0                | 1                | 1                | 0                | 6                | 0 | 0                    | 0                    | 12                   |                      |                      |
| 1990-1991  | Sabres de Buffalo      | LNH        | 43    | 1                | 2                | 3                | 86               | 1                | 0 | 1                    | 1                    | 0                    |                      |                      |
| 1991-1992  | Sabres de Buffalo      | LNH        | 41    | 2                | 9                | 11               | 157              |                  |   |                      |                      |                      |                      |                      |
| 1991-1992  | Rangers de New York    | LNH        | 11    | 0                | 0                | 0                | 24               | 13               | 0 | 2                    | 2                    | 10                   |                      |                      |
| 1992-1993  | Rangers de New York    | LNH        | 53    | 1                | 9                | 10               | 107              |                  |   |                      |                      |                      |                      |                      |
| 1993-1994  | Rangers de New York    | LNH        | 79    | 2                | 7                | 9                | 110              | 23               | 0 | 0                    | 0                    | 20                   |                      |                      |
| 1994-1995  | Rangers de New York    | LNH        | 43    | 2                | 7                | 9                | 36               | 10               | 0 | 0                    | 0                    | 8                    |                      |                      |
| 1995-1996  | Blues de Saint-Louis   | LNH        | 76    | 0                | 3                | 3                | 67               | 12               | 0 | 1                    | 1                    | 2                    |                      |                      |
| 1996-1997  | Lightning de Tampa Bay | LNH        | 21    | 0                | 0                | 0                | 13               |                  |   |                      |                      |                      |                      |                      |
| 2005-2006  | Blast de Brantford     | AHOsr.     | 12    | 0                | 1                | 1                | 12               |                  |   |                      |                      |                      |                      |                      |
| Totaux LNH | Totaux LNH             | Totaux LNH | 1 098 | 47               | 216              | 263              | 2 359            | 114              | 3 | 14                   | 17                   | 213                  |                      |                      |

### Statistiques en équipe nationale
| Année | Équipe | Compétition          |    | PJ | B | A | Pts | Pun                |  | Résultat |
| 1986  | Canada | Championnat du monde | 10 | 0  | 2 | 2 | 16  | Médaille de bronze |  |          |

## Honneurs et trophées
- Association de hockey de l'Ontario
  - Nommé dans la première équipe d'étoiles en 1979.
- Ligue nationale de hockey
  - Vainqueur de la Coupe Stanley avec les Rangers de New York en 1994.

## Transactions en carrière
- 1979 : repêché par les Kings de Los Angeles (1er choix de l'équipe, 16e au total).
- 29 septembre 1988 : échangé par les Kings aux Flyers de Philadelphie en retour de Doug Crossman.
- 5 mars 1990 : échangé par les Flyers avec  leur choix de quatrième ronde au repêchage de 1991 (les Sabres sélectionnent avec ce choix Peter Ambroziak) aux Sabres de Buffalo en retour de Kevin Maguire et le choix de deuxième ronde des Sabres au repêchage de 1991 (les Flyers sélectionnent avec ce choix Mikael Renberg).
- 9 mars 1992 : échangé par les Sabres aux Rangers de New York en retour de Randy Moller.
- 31 juillet 1995 : échangé par les Rangers aux Blues de Saint-Louis en retour de Doug Lidster.
- 3 août 1996 : signe à titre d'agent libre avec le Lightning de Tampa Bay.